# 이가은 (희극인)
이가은(1992년 6월 22일 ~ )은 대한민국의 희극인이다.

## 출연작
- KBS 개그콘서트
  - 트로트라마
- tvN 코미디빅리그
  - 아빠는 못말려

## 학력
동아방송예술대학교 공연예술계열 졸업